# Party's Over
Party's Over es el primer EP de la banda de rock colombiana V for Volume. Su lanzamiento fue anunciado a través de su myspace y Facebook oficiales siendo publicado el 5 de noviembre de 2009. Solo 100 copias autografiadas por la banda salieron a la venta como edición especial y limitada. El EP contiene los temas «Cheap Universe» y «Loving Car Crashes» que se tranformaron en posteriores sencillos de la banda. La totalidad de los temas están compuestos en inglés, además, todos fueron incluidos en Providence, su álbum debut.

## Lista de canciones
1. «Cheap Universe» - (3:09)
2. «Loving Car Crashes» - (3:02)
3. «A Sleepless Midnight Punk Romance» - (2:58)